# المعامرة (مدينة المحويت)

تعديل مصدري - تعديل

المعامرة هي إحدى قرى عزلة المحويت بمديرية مدينة المحويت التابعة لمحافظة المحويت، بلغ تعداد سكانها 106 نسمة حسب تعداد اليمن لعام 2004.